# Macalpinomyces viridans
Macalpinomyces viridans är en svampart som beskrevs av R.G. Shivas, McTaggart & Vánky 2007. Macalpinomyces viridans ingår i släktet Macalpinomyces och familjen Ustilaginaceae.   Inga underarter finns listade i Catalogue of Life.